# 징소리
《징소리》는 1981년 1월 22일에 방영된 KBS TV 문학관이다.

## 줄거리
현대 물질문명 속에서 무너져가는 윤리관과 사라져가는 인간본연의 애정을 그린다.
평화롭던 방울재 마을이 댐건설로 침몰하게 되자 마을사람들은 다른 곳으로 뿔뿔이 흩어지게 된다. 징채잡이 칠복도 아내 순덕과 딸 금순을 데리고 마을을 떠나 남도의 한 작은 도시에 월셋방을 얻어 정착한다. 순덕은 식당에서 일을 하게 되고, 칠복은 아내가 벌어다주는 돈으로 살기는 마음이 편치 않다며 모내기 한철만 머슴으로 살아도 목돈을 쥘 거라며 잠시 다른 곳으로 나가게 된다. 하지만 순덕은 식당 주방장 석만의 유혹에 넘어가 정을 통하게 된다. 그리고 6개월 만에 집으로 돌아온 칠복은 아내와 정분난 석만과 함께 누워있는 광경을 보게 되고, 두 사람을 죽인다며 부엌으로 간 사이 두 사람은 도망을 친다. 이후 칠복은 미쳐서 다시 고향으로 돌아온다.

## 출연
- 김인문 : 칠복 역
- 정영숙 : 순덕 역
- 남일우
- 백일섭
- 송재호
- 이치우
- 박병호
- 김순철
- 이신재 : 이장 역
- 민욱 : 석만 역
- 박혜숙
- 강민호
- 이주실
- 이정웅
- 김상락
- 최주봉
- 박영목
- 신동훈
- 강계식
- 정애란
- 하대경
- 박용식
- 차화연
- 박세경
- 박선옥
- 이미경
- 송창신
- 황민
- 유종근
- 송종원
- 김진오
- 안성호
- 이두섭
- 채수영
- 최현정
- 김지연
- 최은창
- 김재원
- 이돌천
- 이광수
- 최종실

## 고증 자문
- 심우성